# Quận VIII, Budapest
Quận VIII, Budapest là một quận thuộc hạt főváros, Hungary. Quận này có diện tích 6,85 km², dân số năm 2010 là 83465 người, mật độ 12185 người/km².